# ترل ۷۹۹۱۲
سیارک ۷۹۹۱۲ (به انگلیسی: 79912 Terrell، نامگذاری:1999CC3) هفتاد و نه هزار و نهصد و دوازدهمین سیارک کشف شده‌است که در ۱۰ فوریه ۱۹۹۹ کشف شد.